# دوغ أوبراين
دوغ أوبراين هو لاعب هوكي الجليد كندي، ولد في 16 فبراير 1984 في سانت جونز في كندا.

## وصلات خارجية
- دوغ أوبراين على موقع دوري الهوكي الوطني (الإنجليزية)
- دوغ أوبراين على موقع EliteProspects.com (الإنجليزية)
- دوغ أوبراين على موقع Eurohockey.com (الإنجليزية)
- دوغ أوبراين على موقع HockeyDB.com (الإنجليزية)
- دوغ أوبراين على موقع Hockey-Reference.com (الإنجليزية)